# Nestore Caggiano

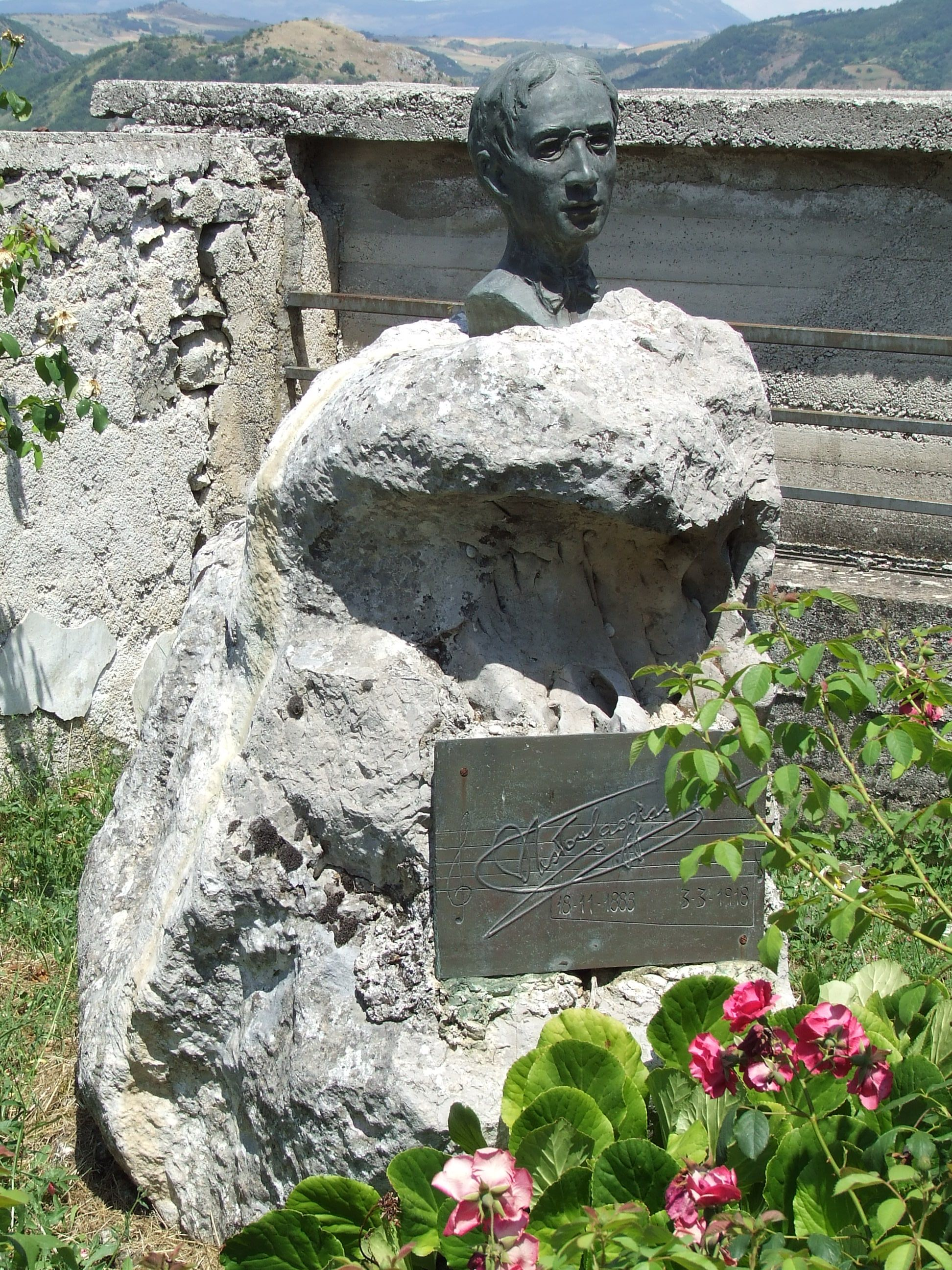
Busto del compositore posto nel cimitero di Caggiano

Nestore Caggiano (Caggiano, 18 novembre 1888 – Caggiano, 3 marzo 1918) è stato un compositore e oboista italiano.

## Biografia
Il padre Giuseppe e la madre Anna Luisi, di condizioni economiche non floride, amavano le buone letture come sembrano dimostrare i nomi dei due figli sopravvissuti all'influenza spagnola (Nestore e Vittorugo).
Nel 1904 si trasferì a Napoli per frequentare il conservatorio di San Pietro a Majella dove studiò oboe, mettendosi subito in evidenza per le sue qualità di compositore: in particolare il direttore del conservatorio, Giuseppe Martucci dimostrò interessamento per un brano per violino e pianoforte dal titolo Rimembranze liriche e lo incitò ad intraprendere studi regolari.

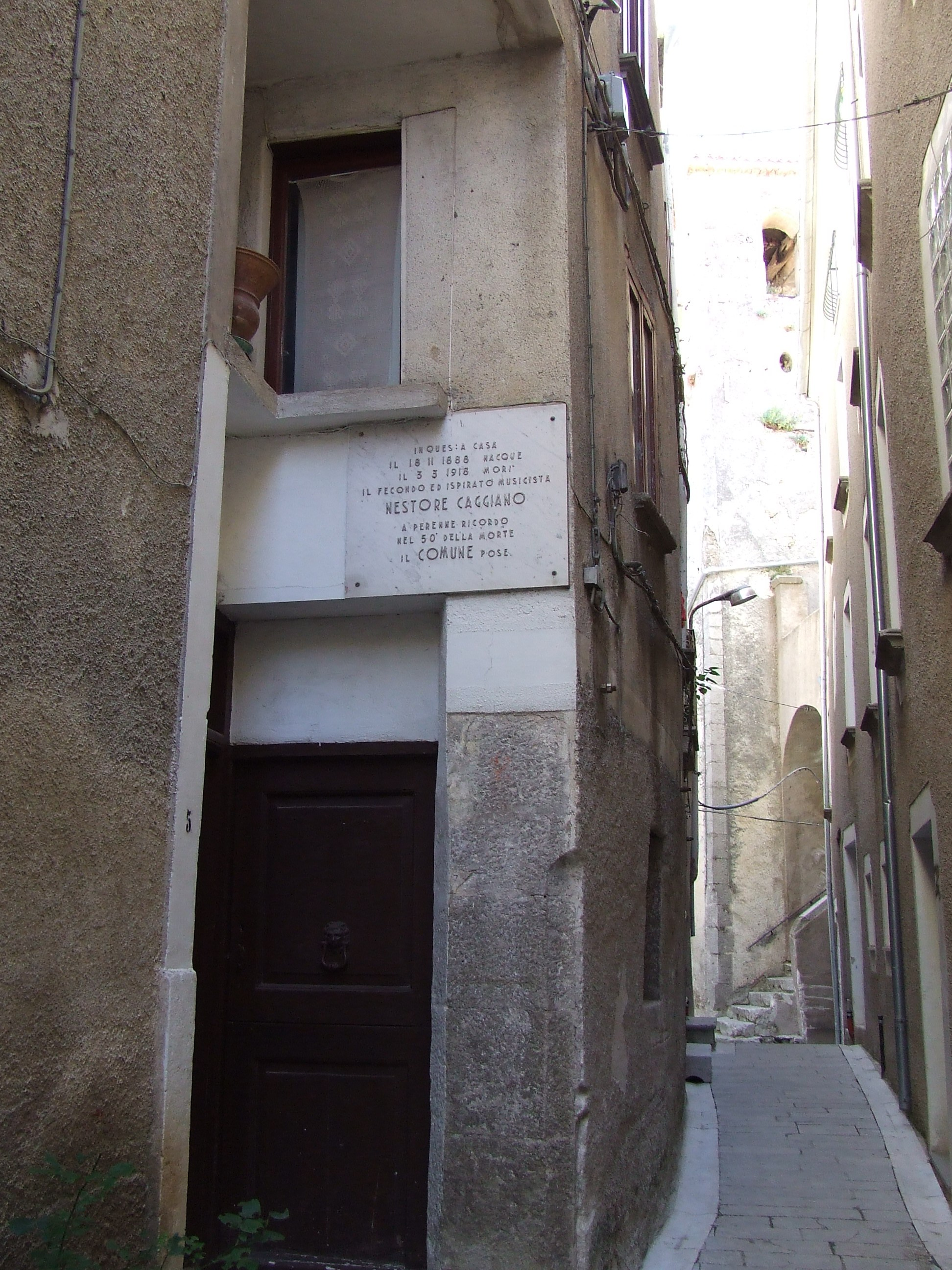
Casa del compositore in Caggiano

Diplomatosi in oboe nel giugno del 1906, fu "primo oboe" nel Concerto Civico di Roma e nell'orchestra del teatro Quirino. Sempre come oboista partecipò anche ad una tournée in Egitto.
Agli stessi anni risalgono le prime opere come compositore. Nel 1913 vinse il Concorso Nazionale per composizioni orchestrali (Premio "Augusteo") con il suo poema sinfonico La tomba del Busento.
Morì inaspettatamente a Caggiano il 3 marzo 1918 quando non aveva ancora compiuto 30 anni.

## Opere

### Musica da camera

#### Composizioni strumentali
- Barcarola per violino o mandolino e pianoforte (1903)
- Capriccio per oboe solo (1903)
- Duetto per oboe e corno (1903)
- Romanza per oboe e pianoforte (1903)
- Barcarola per violino e pianoforte (1903)
- Adagio religioso per violino e organo (1903)
- Suite settecentesca (1904)
- Rimembranze liriche per violino e pianoforte (1905)
- Paginetta d'album per pianoforte (1906)
- Stornello per violino e pianoforte (1906)
- Mattinata estiva per pianoforte (1907)
- Meriggiata autunnale per pianoforte (1907)
- Fantasia barocca per violino e pianoforte (1908)
- Polacca per pianoforte (1908)
- Trio per violino, violoncello e pianoforte (Premiato al Concorso "Duchessa Del Balzo-Walpoole", 1910)
- Sonata per violino e pianoforte (1913)
- Scherzo per pianoforte (1913)
- Intermezzo per violoncello e pianoforte (1914)
- Tarantella per violino e pianoforte (1914)
- Romanza per violoncello e pianoforte (1915)
- Giga per pianoforte (1915)
- Sarabanda per pianoforte (1915)
- Minuetto per pianoforte (1915)
- Aria sacra per pianoforte (1916)

#### Composizioni vocali
- Alla luna per tenore o soprano (versi di G.I., 1903)
- Ave Maria per soprano o tenore (1904)
- A mia madre un dì per canto (versi di Arrigo Boito, 1905)
- Ave Maria per tenore (versi di Golisciani, 1905)
- Povero fiorellin per tenore (versi di Stecchetti, 1906)
- Per amor di Dio per tenore (versi di Stecchetti, 1906)
- Natalizio per tenore (versi di Stecchetti, 1906)
- Restituendo un riccio di capelli biondi (versi di Stecchetti, 1906)
- Svernata per canto (versi di Fava, 1907)
- Vierno per canto (versi di Fava, 1907)
- Il bersagliere per canto (versi di Fava, 1907)
- Stornelli per canto (versi di Minolio, 1908)
- Stornelli per canto (versi di Attard, 1908)
- Spes ultima dea per canto (versi di Stecchetti, 1908)
- Non amo per canto (versi di Stecchetti, 1908)
- October per canto (versi di Stecchetti, 1908)
- Passa la nave mia per canto (versi di Heine-Carducci, 1909)
- Donna, vorrei morir per canto (versi di Stecchetti, 1909)
- Nebbia per canto (versi di Giovanni Pascoli, 1913)
- Mattinata per canto (versi di Carducci, 1913)
- Vere Novo per canto (versi di Carducci, 1913)

### Musica sinfonica
- Didone abbandonata (poemetto, 1903)
- Ouverture sinfonica per banda (1905)
- Marcia-inno per banda (1906)
- Preludio sinfonico per banda (1906)
- Giorni scorsi pagina d'album (1907)
- Mattinata estiva (1908)
- Corteo eroico (1909)
- Preludio sinfonico (1909)
- Trascrizione di Carità (1909)
- Sinfonia (primo tempo) (1910)
- Adelchi (dall'omonima tragedia di Alessandro Manzoni), Premiato al "Concorso Bellini", (1912)
- Vignetta (1913)
- La tomba nel Busento (dall'omonima ballata del Platen), Primo premio al Concorso "Augusteo" (1913)
- Amleto (dall'omonima tragedia di Shakespeare), Premiato al "Concorso Bellini" (1913)
- Alla città di Ferrara dall'ode di Giosuè Carducci (1916)

### Opere liriche
- Rosmunda o Il banchetto di Pavia, dramma lirico in tre atti su libretto di V. Caggiano (l'opera è incompiuta).

### Composizioni per coro a cappella
- Madrigale a 6 voci (1911)
- Canone infinito a 8 voci (1911)
- Canto per la festa della direttrice canone a 2 voci (1915)